# Martha Black
Pour les articles homonymes, voir Black.
Martha Louise Black, née Munger, le 24 février 1866 à Chicago et morte le 31 octobre 1957 à Whitehorse au Yukon (Canada), est une naturaliste et femme politique canadienne.
Elle est députée de la circonscription fédérale du Yukon à la Chambre des communes du Canada de 1935 à 1940.

## Biographie
Martha Louise Munger naît le 24 février 1866 à Chicago dans l'Illinois. Elle immigre au Canada pendant la ruée vers l'or du Klondike.
En 1935, elle est élue dans la circonscription fédérale du Yukon et devient ainsi la deuxième femme, après Agnes Macphail, à siéger à la Chambre des communes du Canada. Elle s'était présentée à l'élection à la suite de la maladie de son mari, George Black. À la Chambre des communes, elle plaide pour les services de santé publique, les programmes concernant la jeunesse, l'amélioration des conditions de vie des aveugles, la construction de la route de l'Alaska, la protection des oiseaux migrateurs et la préservation de la nature. 
Martha Black s'intéresse à la flore du Yukon et est membre de la Royal Geographical Society. En 1946, elle est nommée officière de l'Ordre de l'Empire britannique pour sa contribution sociale et culturelle au Yukon.
Elle meurt le 31 octobre 1957 à Whitehorse au Yukon (Canada).

## Hommages

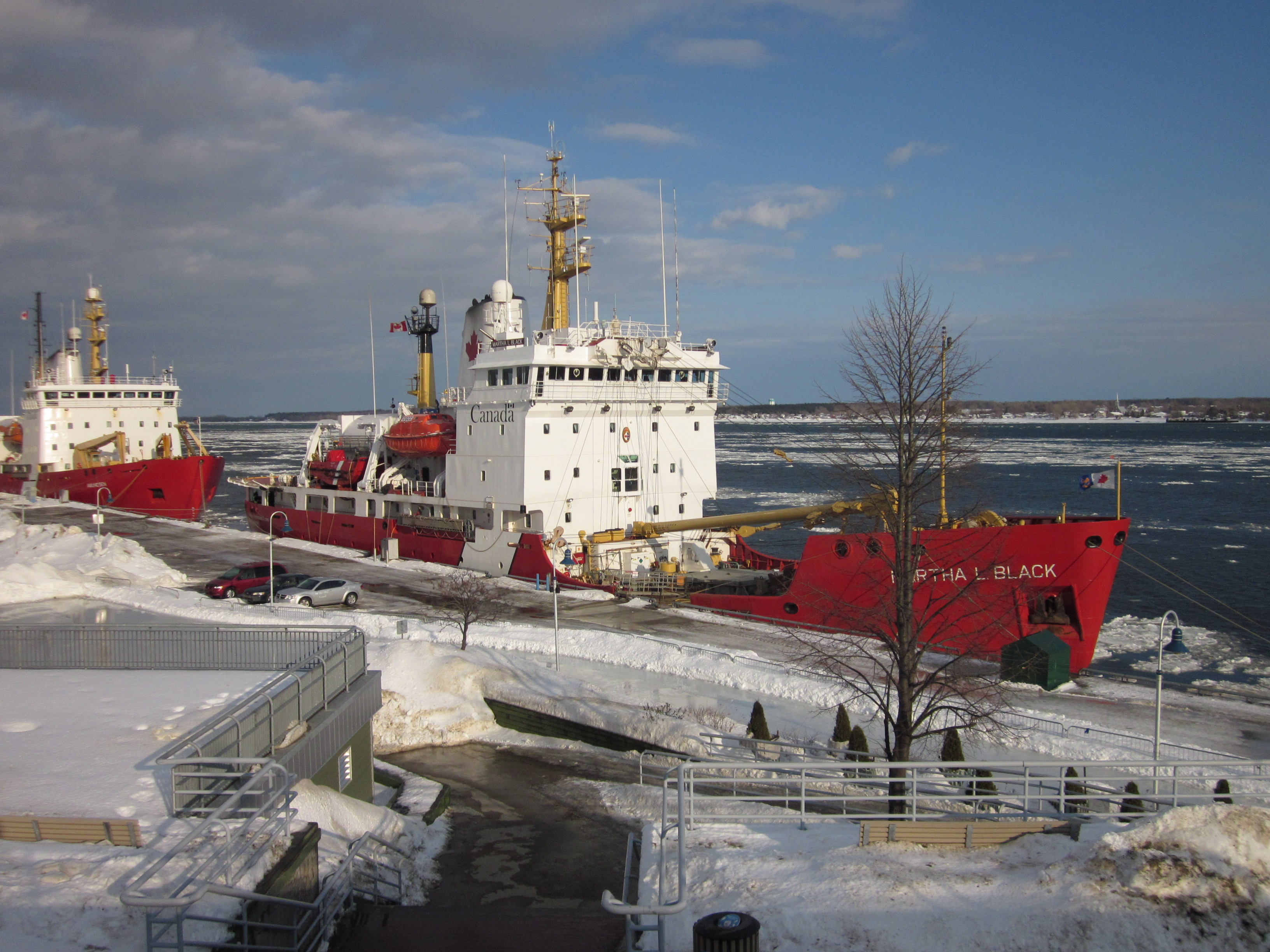
Le NGCC Martha L. Black à Trois-Rivières

Un mont de la chaîne Saint-Élie et un brise-glace léger de la Garde côtière canadienne mis en service en 1985 portent son nom. Un timbre à son effigie est émis en 1997.

## Principales publications
- My seventy years (six éditions en 1938 et 1939). Ouvrage réédité sous le titre My ninety years, puis, à titre posthume, sous le titre Martha Black : her story from the Dawson gold fields to the halls of Parliament.
- Yukon wild flowers (cinq éditions entre 1940 et 1956)
- Klondike days (six éditions en 1954)